# Chinesisches Landwirtschaftsmuseum

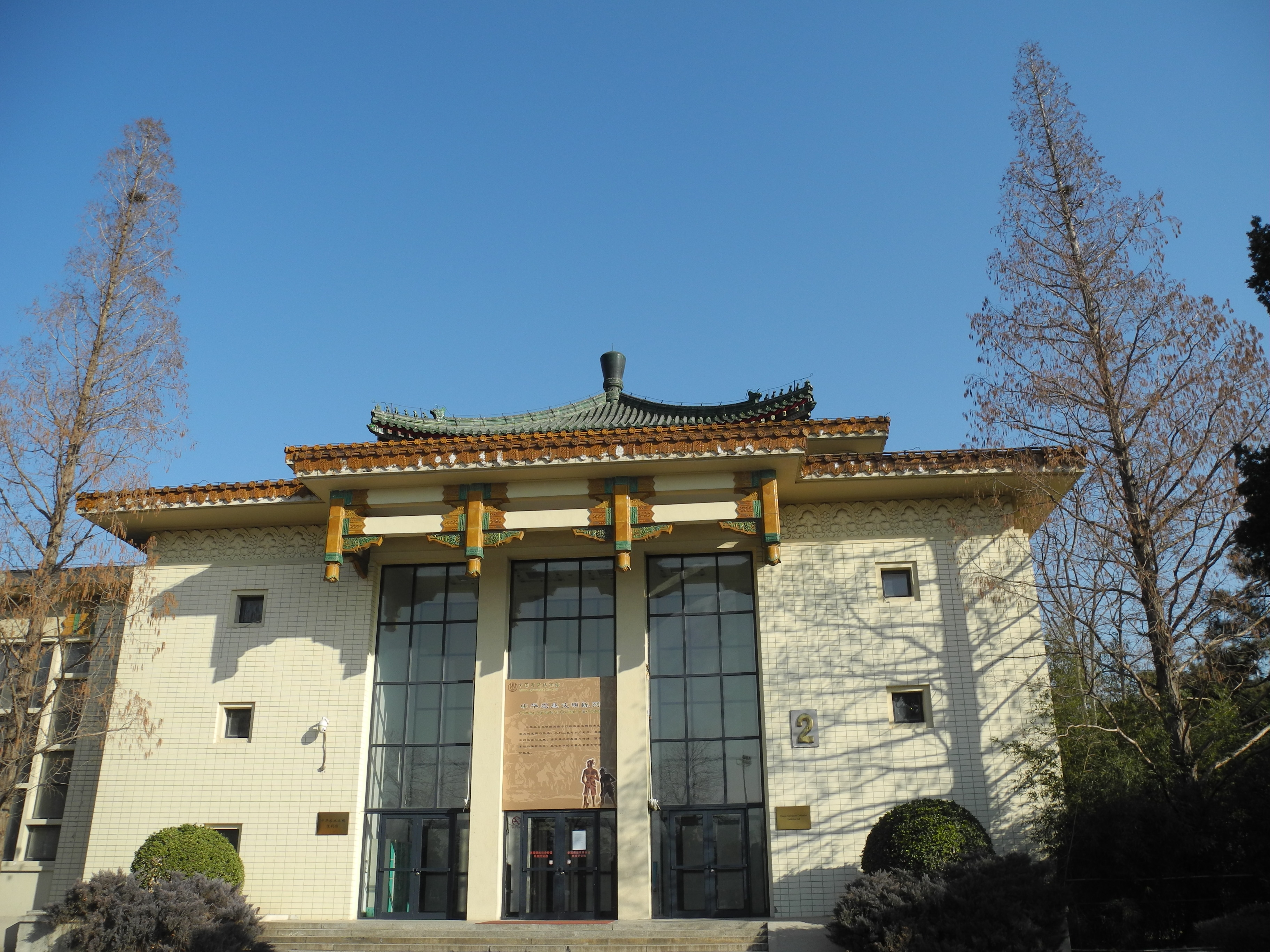
Das Chinesische Landwirtschaftsmuseum in Peking

Das Chinesische Landwirtschaftsmuseum (chinesisch 中国农业博物馆, Pinyin Zhongguo nongye bowuguan, englisch Chinese Agricultural Museum) ist das nationale chinesische Museum für Landwirtschaft. Das Museum wurde 1983 gegründet und im September 1986 eröffnet. Es befindet sich im Pekinger Stadtbezirk Chaoyang in der Straße Dongsanhuan Beilu Nr. 16. Das Museum beherbergt über 10.000 Exponate auf einer Ausstellungsfläche von 8.000 Quadratmetern.